# Wawele
Wawele – polski zespół muzyczny, założony w 1966 roku w Krakowie.

## Historia
Pierwszy skład tworzyli:
- Lech Palca-Palczyński – śpiew
- Janusz Mamczarczyk – gitara basowa
- Krzysztof Marjański – gitara, śpiew
- Janusz Czarnecki – gitara
- Andrzej Puszkarzewicz – perkusja

Od roku 1967 zespół działał pod patronatem ZPC Wawel i zaczął odnosić pierwsze większe sukcesy w składzie:
- Lech Palca-Palczyński – śpiew
- Andrzej Lorenz – gitara
- Edward Krzynówek – gitara basowa
- Andrzej Puszkarzewicz – perkusja
- Zbigniew Baranowski (Bertoli) – fortepian
- Tadeusz Sikora – puzon
- Kazimierz Michalik – trąbka
- Marek Oleś – manager grupy.

W roku 1968 nastąpiła zmiana perkusisty – Andrzeja Puszkarzewicza zastąpił Jan Jurewicz.
W kwietniu 1968 roku zespół zwyciężył w Czwórmeczu Zespołów Beatowych Krakowa, w którym wystąpiły też krakowskie zespoły Czarne Perły, Rytmy, Telstar z Andrzejem Zauchą, a w październiku 1968 r. w Ogólnopolskim Przeglądzie Piosenki i Muzyki w Jeleniej Górze wystąpił obok m.in. Elżbiety Igras i Jacka Lecha. W marcu 1969 formacja zwyciężyła w III Tarnowskim Miesiącu Muzyki Młodzieżowej. W lipcu 1969 r. przy silnej konkurencji zespołów muzycznych z całej Polski wcześniej poprzez wojewódzkie eliminacje, półfinały, Wawele zajęły 5 miejsce w finale II MFM i wzięły udział w koncercie laureatów na Stadionie Sląskim w Chorzowie. W koncercie tym wystąpiły też m.in. zespoły ABC i Breakout oraz Włodzimierzem Nahornym, czeski blues band Flamengo, angielska wokalistka Joan Duggan, grupa Hard Road z indonezyjską wokalistką Mariolaine. W TVP Katowice Wawele wystąpiły wraz z Andrzejem Zauchą i Dżamblami, Barbarą Trzetrzelewską i Waldemarem Koconiem.
W roku 1969 zespół zaprezentował się w eliminacjach do VII Krajowego Festiwalu Polskiej Piosenki w Opolu oraz zajął I miejsce w finale Przeglądu Amatorskich Młodzieżowych Zespołów Wokalno-Muzycznych w Sanoku. Grupa odbyła tournée po Polsce razem z zespołem Romuald i Roman i przez tydzień występowała w sopockim Non Stopie razem z czeskim zespołem The Samuels. W tym złotym okresie dla zespołu i zdobyciu popularności grupa występowała też w większości (m.in. legendarne Pod Jaszczurami) krakowskich klubów studenckich.

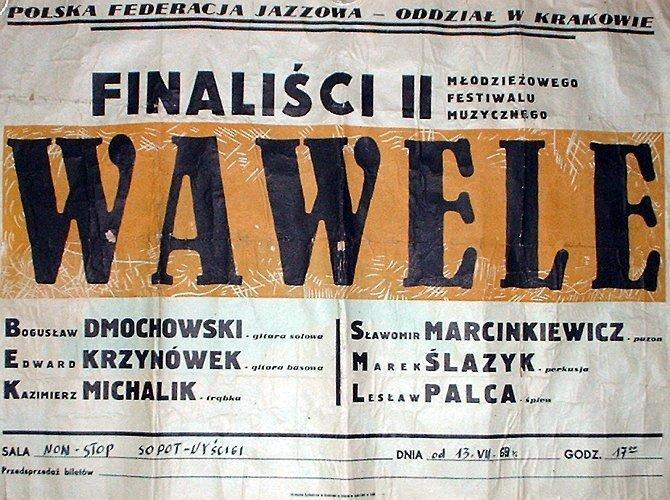
Plakat Waweli

Ówczesny skład tworzyli: 
- Bogusław Dmochowski – gitara
- Edward Krzynówek – gitara basowa
- Lech Palca-Palczyński – śpiew
- Marek Ślazyk – perkusja
- Sławomir Marcinkiewicz – puzon
- Kazimierz Michalik – trąbka

## Pierwsze nagrania
Pierwszych nagrań zespół dokonał w Polskim Radiu w Warszawie i w Katowicach. W czerwcu 1969 roku, w studiu Programu III PR przy ul. Myśliwieckiej Wawele zarejestrowały 8 kompozycji własnych w reżyserii dźwiękowej Sławomira Pietrzykowskiego, między innymi: Ali Bej, Gwiazdy nad Krakowem, aranżowaną przyśpiewkę ludową Powiesili kota, Krakowiak w nowej aranżacji. Nagrania wyemitowano pierwszy raz 12 czerwca 1969 roku w Programie III Polskiego Radia. W tym okresie grupa występowała także w większości (m.in. Pod Jaszczurami) krakowskich klubów studenckich. W składzie zespołu pojawiali się wtedy m.in. Jacek Kafel, Marek Pawlak, Andrzej Pawlik, Antoni Krupa, Stanisław Nogieć i Aleksander Glik.

## Lata 70.
W roku 1971 do zespołu dołączył Jan Wojdak (wcześniej w zespołach Duchy, Wawelskie Smoki, Górale), który jest nieprzerwanie liderem, wokalistą i gitarzystą zespołu. W 1972 roku Wawele dokonały nagrań dla warszawskiego Studia „Rytm” Witolda Pogranicznego. Zarejestrowano wtedy trzy piosenki: „Mleczarz”, „Kup mi księżyc” i „Ballada o trzech kotach” z tekstami Ewy Lipskiej i Tadeusza Śliwiaka oraz muzyką Jana Wojdaka.
W zespole grali wówczas:
- Marek Kulisiewicz – śpiew
- Jan Wojdak – gitara, śpiew
- Janusz Wroński – skrzypce

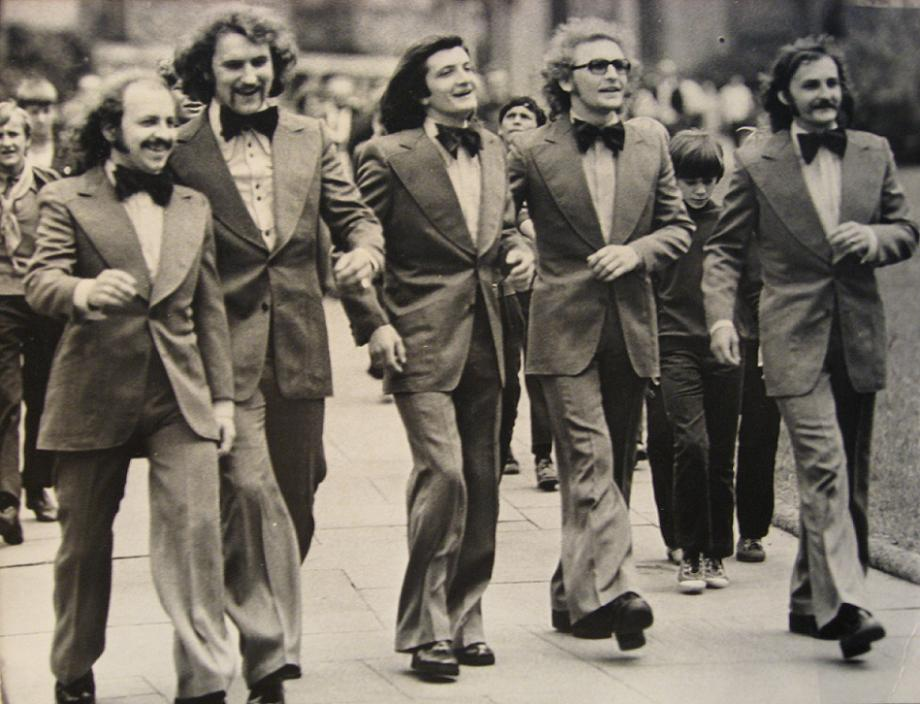
Wawele w roku 1972

- Stanisław Mozdyniewicz – gitara basowa
- Jerzy Fasiński – perkusja

Później J. Wrońskiego zastąpił Kazimierz Skowron – skrzypce, a na początku 1976 roku Stanisława Mozdyniewicza i J. Fasińskiego zastąpili: Bogusław Mietniowski – gitara basowa, Bogumił Dijuk – fortepian, wokal i Ryszard Idzi – perkusja. Wiodącym wokalistą grupy Wawele był nadal Marek Kulisiewicz. Zespół w tym składzie dokonał wielu nagrań radiowych. Dwanaście nowych piosenek zostało również nagranych na drugim albumie płytowym „Daj mi dzień”. Managerem grupy był nadal Marek Oleś.
W latach 1978–1980 Wawele przewodziły plebiscytom przebojów Lata z Radiem i Interstudia, lansując piosenki „Biały latawiec”, „Nie szkoda róż”, „Zostań z nami melodio”.
Z zespołem współpracowali wtedy m.in.:
- Maciej Górski – gitara basowa
- Krzysztof Polak – fortepian
- Sławomir Telka – perkusja
- Jacek Leski – fortepian
- Marek Czarnecki – skrzypce

## Przełom XX i XXI wieku
W drugiej połowie lat 80 zespół występował w składzie:
- Jan Wojdak – śpiew, gitara
- Tadeusz Malicki – gitara
- Włodzimierz Stawowy – fortepian
- Jacek Chruściński – gitara basowa
- Czesław Dworzański – perkusja

Managerem grupy był ponownie Marek Oleś.

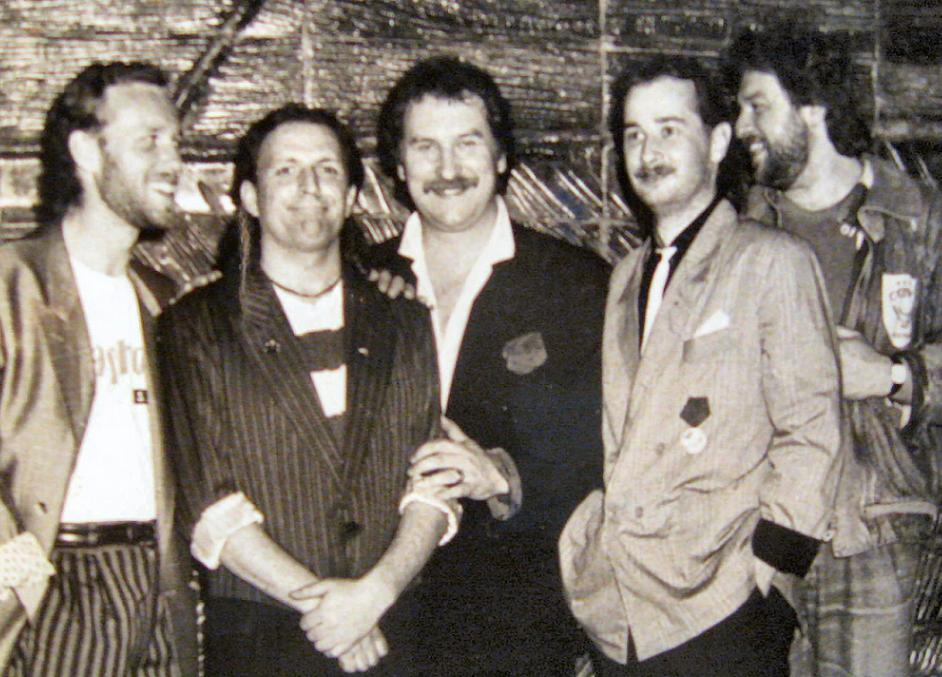
Wawele w roku 1990 od lewej: M. Kowalczewski, T. Malicki, J. Wojdak, J. Chruściński, W. Włodarczyk

W roku 1990 zespół nagrał kolejną, nową płytę w zestawieniu:
- Jan Wojdak – śpiew, gitara
- Tadeusz Malicki – gitara
- Wojciech Groborz – instrumenty klawiszowe
- Jacek Chruściński – gitara basowa
- Wojciech Włodarczyk – perkusja
- Andrzej Mrowiec – perkusja

Następny album – z roku 1997 zarejestrowali:
- Jan Wojdak – śpiew, gitara, lider

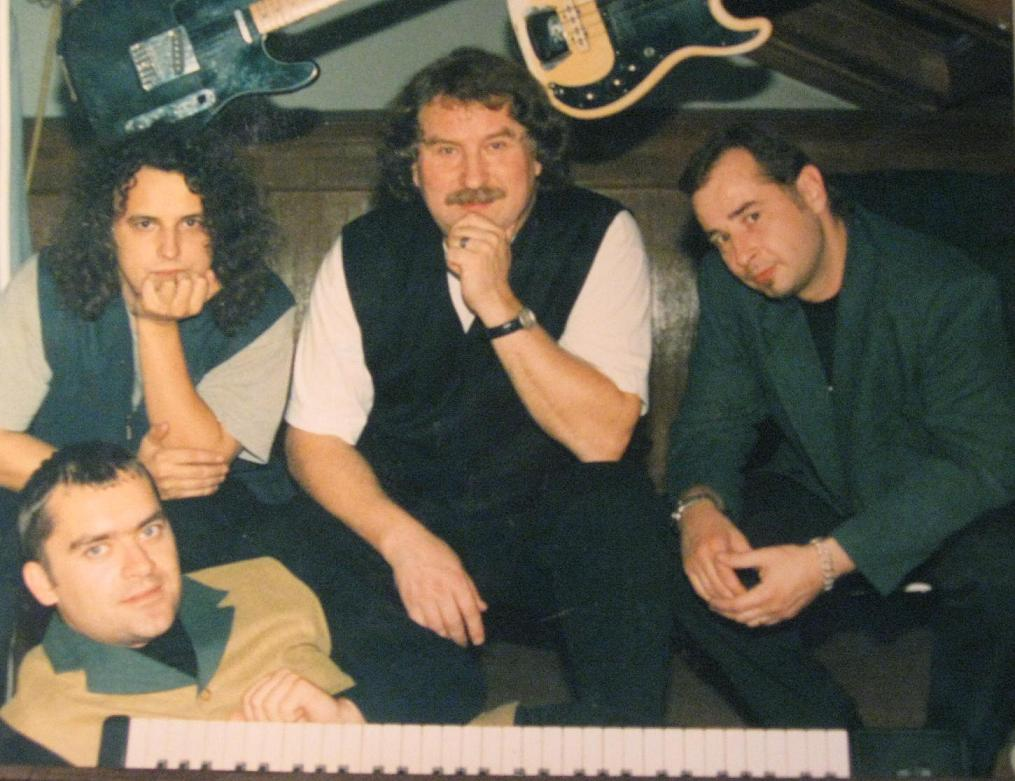
Wawele w roku 1997 od lewej: Artur Malik, Jan Wojdak, Jacek Chruściński, Adam Niedzielin (leży)

- Adam Niedzielin – instrumenty klawiszowe
- Rafał Rzeźnikiewicz – gitara
- Jacek Chruściński – gitara basowa
- Artur Malik – perkusja, którego wkrótce zastąpił Marek Olma.

Nowy, XXI wiek zespół powitał w składzie:
- Jan Wojdak – śpiew, gitara, lider
- Jacek Chruściński – gitara basowa
- Paweł Piątek – instrumenty klawiszowe
- Rafał Rzeźnikiewicz – gitara
- Marek Olma – perkusja

Aktualny skład Waweli to:
- Jan Wojdak – śpiew, gitara, lider
- Jacek Chruściński – gitara basowa
- Adam Drzewiecki – instrumenty klawiszowe
- Rafał Rzeźnikiewicz – gitara[potrzebny przypis]
- Ryszard Pałka – perkusja[potrzebny przypis]

## Filmografia
Powstały 2 filmy telewizyjne o zespole Wawele w reżyserii Grzegorza Dubowskiego – Zostań z nami melodio z 1979 roku i Na strunach gitary z roku 1987. Kolejny film o zespole, w reżyserii Leszka Bonara pt. 30 lat Waweli zrealizowano na zlecenie TVP w 2002 roku.

## Ważniejsza dyskografia
- LP Wawele: Niebieskie dni Muza 1974
- LP Wawele: Daj mi dzień Muza 1976
- LP J. Wojdak & Wawele: Zostań z nami melodio Pronit 1980
- LP J. Wojdak & Wawele: Na strunach gitary Pronit 1986
- LP J. Wojdak & Wawele: Małe oceany ZPR Rec. 1990
- CD Wawele i J. Wojdak: Mano 1991
- CD Wawele & J. Wojdak: Zaczarowany fortepian Polside Music 1997
- CD Wawele & J. Wojdak, Vol. 1 Polonia Rec. 1998
- CD Wawele & J. Wojdak, Vol. 2 Polonia Rec. 1998
- CD Wawele & J. Wojdak: Platynowe przeboje, vol. 1 Marfix 2000
- CD Wawele & J. Wojdak: Platynowe przeboje, vol. 2 Marfix 2000
- CD Wawele i ich goście: Najpiękniejsze kolędy polskie MCD Rec. 2000
- CD Wawele & J. Wojdak: Niebieskie dni... plus... Daj mi dzień Muza/Yesterday 2000

### Single
- Serce za serce (feat. Sławomir Wierzcholski) – piosenka poświęcona ludziom MONAR-u i pamięci Marka Kotańskiego, wyd. Kwart Music, 2007